# High School Musical
High School Musical là bộ phim truyền hình Mỹ ăn khách của Walt Disney, mở đầu cho loạt phim High School Musical. Từ khi được phát hành ngày 20 tháng 1 năm 2006, nó trở thành bộ phim thành công nhất trong các phim nguyên gốc của kênh Disney từng được sản xuất, với các phần tiếp theo là phim truyền hình High School Musical 2 năm 2007 và High School Musical 3: Lễ tốt nghiệp phát hành ở rạp. Album nhạc phim của bộ phim là album bán chạy nhất ở Mỹ năm 2006.
High School Musical là bộ phim của Disney Channel được xem nhiều nhất trong năm với 7,7 triệu người xem khi phim công chiếu ở Mỹ. Ở Anh, đã có 789.000 lượt người xem (và tổng cộng 1,2 triệu người xem trong suốt tuần đầu tiên), đưa bộ phim trở thành chương trình được xem nhiều thứ hai trên Disney Channel (Anh) năm 2006. Ngày 29 tháng 12 năm 2006, bộ phim trở thành phim nguyên gốc của kênh Disney đầu tiên được phát sóng trên BBC. High School Musical đã có được trên 225 triệu người xem trên toàn thế giới.
Với cốt truyện được đánh giá bởi tác giả và nhiều nhà phê bình là sự phỏng theo hiện đại của Romeo và Juliet, High School Musical là câu chuyện về hai học sinh trung học - Troy Bolton (Zac Efron), đội trưởng đội bóng rổ, và Gabriella Montez (Vanessa Hudgens), một nữ sinh xinh đẹp nhưng rụt rè ở ngôi trường mới, học rất giỏi về Toán và Khoa học. Họ bất ngờ cùng nhau tham gia cuộc thi thử giọng cho buổi nhạc kịch của trường, gây ra nhiều tranh cãi trong bạn bè họ và những rắc rối trong toàn trường. Mặc dù bạn bè tìm mọi cách ngăn cản, Troy và Gabriella đã vượt qua áp lực và sự ganh ghét, giành được chiến thắng trong cuộc thi thử giọng. Đây cũng là lúc đội bóng rổ và đội khoa học có một cái bắt tay lịch sử vì đây là hai đối thủ không đội trời chung để chiếm vị trí độc tôn trong trường.

## Nội dung chính
Ngôi sao bóng rổ trường East High Troy Bolton (Zac Efron) và thần đồng Toán học Gabriella Montez (Vanessa Hudgens), hai học sinh không hề quen biết cùng tham dự bữa tiệc đêm giao thừa tại khu nhà nghỉ trượt tuyết trong kì nghỉ Giáng sinh. Trong cuộc thi hát karaoke của bữa tiệc, ánh đèn sân khấu ngẫu nhiên chiếu vào Troy và Gabriella đã buộc họ cùng nhau lên sân khấu để hát song ca rất thành công bài hát "Start of Something New", và họ cảm thấy vô cùng đặc biệt về người bên cạnh. Sau buổi diễn họ đã chụp hình nhau và trao đổi số điện thoại.
Một tuần sau, các trường học mở cửa trở lại. Mẹ của Gabriella chuyển đến chỗ làm mới và đưa Gabriella tới học tại trường East High ở Albuquerque (New Mexico), ngẫu nhiên lại là nơi mà Troy là đội trưởng đội bóng rổ và là chàng trai nổi tiếng nhất trường. Tại lớp học, Troy và Gabriella đã nhìn thấy nhau. Sau khi chắc chắn rằng đó chính là cô gái ở trong điện thoại di động của mình, Troy vô tình gặp rắc rối với cô Darbus (Alyson Reed) và phải bị cấm túc cuối giờ học cùng với cả Gabriella, người bạn trong cùng đội bóng Chad Danforth (Corbin Bleu), đội trưởng đội khoa học Taylor McKessie (Monique Coleman) và hai chị em sinh đôi đồng chủ tịch câu lạc bộ nghệ thuật Ryan (Lucas Grabeel) và Sharpay Evans (Ashley Tisdale).
Sau tiết học, Troy và Gabriella đã gặp lại nhau và bắt đầu trò chuyện. Lúc này ở East High có tổ chức buổi thử giọng để chọn ra người có thể đóng vở nhạc kịch mùa đông ở trường. Tình cờ đi qua bảng đăng ký, hai người gặp Sharpay, một người khá kiêu ngạo và không muốn ai tranh vai diễn của hai chị em cô ta trong vở kịch. Tuy Gabriella chỉ đứng xem bảng đăng ký nhưng Sharpay lại cho rằng cô có ý định tham gia buổi thử giọng. Sau đó Ryan và Sharpay đã tìm hiểu trên Internet và biết được rằng Gabriella là "một nữ Einstein", họ bỏ một bài viết về thành tích ở trường cũ của cô vào tủ đồ của Taylor, làm cho Taylor tưởng là do Gabriella bỏ.
Trong khi bị cấm túc, Taylor làm quen với Gabriella và mời cô vào đội thi khoa học. Cũng do bị cấm túc nên Troy và Chad đều phải bỏ buổi tập bóng rổ, làm Huấn luyện viên Jack Bolton (Bart Johnson), cũng là cha của Troy rất tức tối. Bolton và Darbus (Alyson Reed) đã cùng đến gặp thầy Hiệu trưởng và họ cãi nhau. Sau đó Troy vẫn tiếp tục tập bóng cho cuộc thi đấu sắp đến, nhưng trong đầu lúc nào cũng nghĩ đến Gabriella và Troy đã hát "Get'cha Head In The Game".
Troy đã lại bỏ buổi tập hôm buổi thử giọng diễn ra để đi xem, và không ngờ là Gabriella cũng đến như mình. Tuy nhiên họ e ngại không dám đăng ký tham gia mà chỉ đứng phía sau hội trường xem các thí sinh khác biểu diễn. Bài hát dành cho buổi thử giọng là "What I've Been Looking For", sáng tác bởi Kelsi Nielson (Olesya Rulin). Sharpay và Ryan đã biểu diễn diễn bài hát của Kelsi với một sự biến đổi hoàn toàn khác. Hai người đó đã được cô Darbus nhận vào buổi thử giọng vòng 2, còn Kelsi thì lại tỏ ra rất bất bình vì việc Sharpay và Ryan đã thay đổi giai điệu bài hát và đã cãi nhau với Sharpay. Khi Gabriella đủ can đảm quyết định biểu diễn, Troy đề nghị hát cùng, nhưng cô Darbus - giám khảo buổi thử giọng - do không thích bố Troy nên không cho hai người tham dự nữa và nói rằng đã quá trễ.
Lúc chuẩn bị đi về, Kelsi - lúc này vẫn còn đang rất buồn vì những lời mà Sharpay nói về mình - trượt chân làm rơi bản nhạc bài hát. Troy và Gabriella chạy đến nhặt bản nhạc cho Kelsi và an ủi cô. Kelsi đã ngỏ ý mời hai người nghe thử những giai điệu gốc của bài hát lúc Kelsi mới sáng tác nó. Troy và Gabriella sau đó đã hát một phiên bản chậm hơn của bài hát ("What I've Been Looking For (Hát lại)"). Sau khi hát xong, cô Darbus bất ngờ xuất hiện, tuyên bố cả hai đã được nhận vào vòng tiếp theo. Ngày hôm sau, Sharpay thấy bảng thông báo và vô cùng tức tối. Sau đó, khi Chad và cả đội bóng rổ cũng biết được rằng Troy đã bỏ buổi tập để đi thử giọng cho buổi nhạc kịch, họ đều bị sốc.
Tin Troy tham gia thử giọng lan ra cả trường. Tại bữa trưa, mọi người bắt đầu thú nhận những bí mật và năng khiếu "ngoài luồng" của mình ("Stick To The Status Quo"), trong đó có cả Zeke Baylor (Chris Warren, Jr.), một thành viên trong đội bóng, thích nướng bánh. Cũng trưa hôm đó, Gabriella vô tình trượt chân và làm úp đồ ăn trưa lên áo của Sharpay. Sharpay nói với cô Darbus rằng Gabriella làm như vậy là có chủ đích và rằng Troy và Gabriella đang cố ý phá hoại buổi nhạc kịch. Troy hẹn gặp Gabriella ở nơi trốn bí mật: sân thượng của trường, ở đó Gabriella nói rằng cảm giác được hát với Troy tại buổi tiệc hôm trước như gặp bạn mới ở nhà trẻ, cô thấy Troy như là người bạn thân, mặc dù trước đó chưa hề quen biết. Trong lúc đó thì Zeke cố bắt chuyện với Sharpay, mời Sharpay đi xem cậu ta chơi bóng nhưng chỉ nhận được câu trả lời: thà đính ghim vào mắt còn hơn!
Chad và Taylor quyết định lập một kế hoạch để mọi chuyện trở về như cũ. Đội bóng rổ sắp xếp để kích động Troy nói những lời phủ nhận rằng việc hát hò không là gì cả và Gabriella không quan trọng, trong khi cô đã xem và nghe thấy trực tiếp những lời đó qua đường truyền wi-fi ở phòng khoa học cùng với cả đội khoa học. Gabriella bị tổn thương và sau đó, đội bóng rổ lại ra ngoài sân vui chơi rất hoành tráng làm cô thêm đau khổ. Gabriella đã hát "When There Was Me and You". Troy không hề hay biết rằng những lời mình nói đã bị Gabriella nghe thấy. Khi cố gắng bắt chuyện với Gabriella, cậu chỉ nhận được câu trả lời: "Cậu nói đúng. Hát không quan trọng. Tớ sẽ không tham gia vòng 2".

Kể từ đó, hai người không còn nói chuyện với nhau, kể cả khi chạm mặt. Troy không còn hứng thú với việc chơi bóng rổ. Cảm thấy mình đã sai khi làm phá vỡ tình bạn giữa Troy và Gabriella, Chad và Taylor quyết định nói sự thật. Chad, Zeke và Jason giải thích cho Troy ở sân thượng của trường và muốn Troy trở lại với cuộc thử giọng. Còn Taylor và đội của cô thì kể cho Gabriella về những gì họ đã làm, nhưng cô vẫn rất buồn bởi vì cô đã tận mắt chứng kiến những gì Troy nói. 

Sharpay và Ryan nhảy Bop To The Top.

 Tối đó, Troy đến nhà cô nhưng cô lại bảo mẹ nói là bận làm bài tập về nhà và tránh không gặp. Sau đó Troy không về mà ra sân sau của nhà Gabriella và gọi điện thoại di động cho cô, giải thích cho cô hiểu. Troy trèo lên ban công phòng của Gabriella và bắt đầu hát phần hát chung của "Start of Something New" để thuyết phục cô tham gia thử giọng với cậu ấy. Gabriella tha thứ cho cậu, bắt đầu tập hát trở lại với sự giúp đỡ của Kelsi. Từ đó, hai người hăng hái trở lại với công việc học và bóng rổ của mình.
Không lâu sau, Sharpay và Ryan tình cờ nghe được Troy và Gabriella tập luyện, họ hát rất hay và làm hai chị em và cảm thấy lo sợ. Vì vậy họ đã âm mưu xin cô Darbus chuyển ngày thử giọng vòng 2 từ thứ năm sang thứ sáu để trùng với buổi thi đấu bóng rổ lẫn cuộc thi khoa học, và cô Darbus đã đồng ý. Kelsi nghe được cuộc nói chuyện của và khi nghe cô kể lại, mọi người đều cảm thấy bất bình. Tuy nhiên đội bóng rổ, đội khoa học và Kelsi đã cùng nhau chuẩn bị kế hoạch. Trong ngày thi, Taylor và Gabriella gởi một đoạn mã đến hệ thống để cản trở trận đánh bóng rổ bằng cách phá hỏng hệ thống điện ở phòng thể chất, đồng thời đun sôi một loại hóa chất độc để trì hoãn cuộc thi khoa học.
Ngay lập tức họ ào tới khán phòng, khi Sharpay và Ryan vừa biểu diễn xong bài hát của họ ("Bop to The Top") và tự tin rằng mình sẽ chiến thắng. Troy và Gabriella có mặt sau khi cô Darbus gọi tên họ 2 lần, và một lần nữa bà lại nói với họ đã quá trễ. Bỗng dưng rất nhiều học sinh đổ xô vào khán phòng và cô Darbus - không còn cách nào khác - phải để cho họ biểu diễn. Lúc chuẩn bị biểu diễn, Gabriella đã không thể mở miệng hát được vì "mọi người cứ nhìn chằm chằm vào cô", nhưng Troy nói rằng hãy chỉ nhìn vào cậu ấy, và cô đã lấy lại bình tĩnh để hoàn thành bài hát "Breaking Free", được tất cả mọi người nhiệt liệt hưởng ứng. Bố của Troy và mẹ Gabriella cũng có mặt ở hai bên sấn khấu, họ đã vô cùng ngạc nhiên khi thấy con cái họ đang hát, điều mà họ chưa bao giờ nhìn thấy cũng như tưởng tượng ra được trước đó.
Cô Darbus đã chọn Troy và Gabriella cho vai diễn chính của vở kịch, còn Sharpay và Ryan chỉ là người đóng dự bị. Sau khi thắng ở cả cuộc thi khoa học và bóng rổ với cú ném quyết định của Troy ở giây cuối cùng, Chad đưa cho Troy trái bóng và sau đó mời Taylor đến bữa tiệc mừng chiến thắng. Bộ phim kết thúc với cảnh tất cả học sinh nhảy múa ca khúc "We're All in This Together" trong phòng thể chất - nơi vừa diễn ra cuộc thi bóng rổ.

## Danh sách phân vai

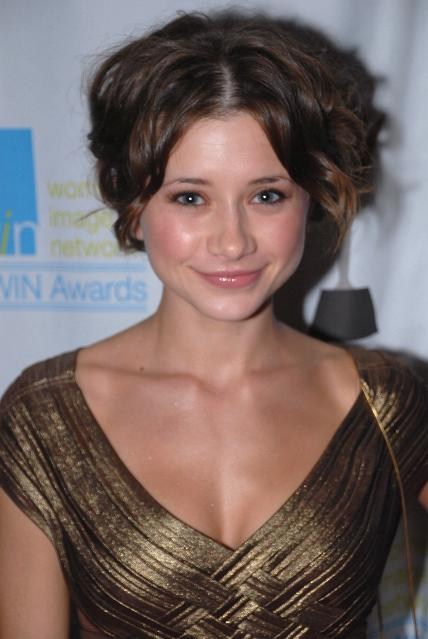
Olesya Rulin trong vai Kelsi Nielson

- Troy Bolton (Zac Efron): là vai nam chính của bộ phim. Anh là nam sinh nổi tiếng nhất tại trường East High, và là thủ lĩnh đội bóng rổ danh dự của trường. Trong phim, giọng hát của Efron đã được trộn với giọng của ca sĩ Drew Seeley.
- Gabriella Montez (Vanessa Anne Hudgens): là nhân vật nữ chính của phim.
- Sharpay Evans (Ashley Tisdale): là vai phản diện của phim.
- Ryan Evans (Lucas Grabeel): là em trai sinh đôi của Sharpay.
- Chad Danforth (Corbin Bleu): là bạn thân nhất của Troy, đồng thời cũng là người bạn tốt của Jason và Zeke.
- Taylor McKessie (Monique Coleman): bạn thân nhất của Gabriella. Cô là đội trưởng đội thi đấu khoa học.
- Jack Bolton (Bart Johnson): là bố Troy và là Huấn luyện viên đội bóng rổ của East High.
- Bà Darbus (Alyson Reed): giáo viên dạy kịch khá nghiêm khắc ở East High.
- Kelsi Nielsen (Olesya Rulin): một học sinh ở East High. Cô là người chơi piano và soạn nhạc.
- Zeke Baylor (Chris Warren Jr.): là bạn của Troy và Chad, chơi trong đội bóng rổ, thích nướng bánh.
- Jason Cross (Ryne Sanborn): là bạn của Troy và Chad, chơi trong đội bóng rổ. Cậu cũng là nhân vật thường hỏi những câu hỏi ngớ ngẩn trong lớp học.

## Album nhạc phim "High School Musical"
Soundtrack đã được phát hành ngày 10 tháng 1 năm 2006, đạt đến vị trí 133 trên Billboard 200, bán được 7.469 bản trong tuần đầu tiên. Sau 3 tuần phát hành, trên bảng xếp hạng ngày 11 tháng 2 năm 2006, album leo lên vị trí số 10, và qua 2 lần đã tiến đến vị trí dẫn đầu trên Billboard 200 (ngày 1 tháng 3 và 22 tháng 3) và đạt mốc 3,8 triệu bản ngày 5 tháng 12 năm 2006. Trên 3 triệu bản đã được bán trong tháng 4 năm 2006; album đã được chứng nhận 4x Bạch kim bởi RIAA.

## Các bài hát trong phim
| Tên bài hát                          | Hát chính                                | Những người cùng hát                        | Địa điểm                                  |
| ------------------------------------ | ---------------------------------------- | ------------------------------------------- | ----------------------------------------- |
| Start Of Something New               | Troy và Gabriella                        |                                             | Khu nhà nghỉ trượt tuyết                  |
| Get'cha Head in the Game             | Troy                                     | Các thành viên đội bóng rổ                  | Phòng thể dục của East High               |
| What I've Been Looking For           | Ryan và Sharpay                          |                                             | Khán phòng của East High                  |
| What I've Been Looking For (Hát lại) | Troy và Gabriella                        |                                             | Khán phòng của East High                  |
| Stick To The Status Quo              | Zeke, Martha, Skater Dude, Sharpay, Ryan | Jocks, Brainiacs, Skater Dudes, đội Wildcat | Khu nhà ăn của East High                  |
| When There Was Me And You            | Gabriella                                |                                             | Phòng Khoa học và hành lang của East High |
| Bop To The Top                       | Ryan và Sharpay                          |                                             | Khán phòng của East High                  |
| Breaking Free                        | Troy và Gabriella                        |                                             | Khán phòng của East High                  |
| We're All In This Together           | Troy, Gabriella, Ryan, Sharpay           | Toàn thể học sinh trường East High          | Phòng thể dục của East High               |

## Các phần tiếp theo

### High School Musical 2
"High School Musical 2" là phần tiếp nối của Phim nguyên gốc Disney, High School Musical. Bộ phim được khởi chiếu trên kênh Disney ngày 17 tháng 8 năm 2007 ở Mỹ, và trên Family ở Canada, thu hút 17,3 triệu lượt xem ở Mỹ - nhiều hơn 10 triệu so với phần trước - đưa nó trở thành phim có tỷ lệ xem và rating cao nhất cho đến nay.

### High School Musical 3: Senior Year
High School Musical 3: Senior Year là phần thứ ba của chuỗi phim High School Musical. Phim được chiếu ở rạp ở Mỹ ngày 24 tháng 10 năm 2008. Kenny Ortega trở lại làm đạo diễn và biên đạo. Bộ phim đang giữ kỉ lục về phim ca nhạc có doanh thu cao nhất trong tuần đầu tiên, với trên 80.000.000$ trên toàn thế giới.

### High School Musical: East Meets West
Ngày 8 tháng 4 năm 2008, Disney Channel Worldwide President Rich Ross phát biểu rằng kịch bản cho phần thứ tư của chuỗi High School Musical đang được viết. Tuy nhiên các nhân vật của Zac Efron và Vanessa Hudgens đã tốt nghiệp và học đại học nên họ sẽ không xuất hiện lại trong phần 4. Phim dàn dựng biên đạo và đạo diễn Jeffrey Hornaday và sẽ phát trên Disney Channel năm 2010. Casting is đang được thực hiện cho phần thứ tư, với nội dung chính là cuộc đua tài giữa East High Wildcats và West High Knights.

## Trò chơi video
- High School Musical: Sing It!
- High School Musical: Makin' the Cut!
- High School Musical 2: Work This Out DS
- High School Musical 3: Senior Year DANCE!
- High School Musical 3: Senior Year DS
- Disney Sing It! - High School Musical 3: Senior Year
- Disney Got It! - High School Musical: East Meets West

Disney Interactive Studios đã sản xuất 7 video game dựa trên sê-ri phim High School Musical, tất cả đều dưới hình thức video game ca nhạc kết hợp với các bài hát và nội dung phim.

## Giải thưởng
| Năm                                | Giải thưởng                                                       | Hạng mục   | Kết quả |
| ---------------------------------- | ----------------------------------------------------------------- | ---------- | ------- |
| 2006                               |                                                                   |            |         |
| Giải thưởng âm nhạc Billboard      | Album soundtrack của năm                                          | Đoạt giải  |         |
| Giải Emmy                          | Bố trí diễn xuất nổi bật                                          | Đoạt giải  |         |
| Teen Choice Award                  | Ngôi sao truyền hình mới nổi (Zac Efron)                          | Đoạt giải  |         |
| Teen Choice Award                  | Hóa học truyền hình chọn lọc (Vanessa Hudgens & Zac Efron)        | Đoạt giải  |         |
| Giải Hiệp hội phê bình truyền hình | Thành tích nổi bật trong chương trình dành cho trẻ em             | Đoạt giải  |         |
| Giải thưởng âm nhạc Mỹ             | Album Pop hay nhất                                                | Được đề cử |         |
| Giải thưởng âm nhạc Billboard      | Album của năm                                                     | Được đề cử |         |
| Giải Emmy                          | Casting nổi bật cho Miniseries, phim,...                          | Được đề cử |         |
| Giải Emmy                          | Đạo diễn cho phim nổi bật                                         | Được đề cử |         |
| Giải Emmy                          | Nhạc và lời ca nguyên bản đáng chú ý ("Get'cha Head in the Game") | Được đề cử |         |
| Giải Emmy                          | Nhạc và lời ca nguyên bản đáng chú ý ("Breaking Free")            | Được đề cử |         |